# Suncus murinus
Il toporagno muschiato (Suncus murinus  Linnaeus, 1766) è un toporagno della famiglia dei Soricidi diffuso nell'Ecozona paleartica ed orientale.

## Descrizione

### Dimensioni
Toporagno di grandi dimensioni, con la lunghezza della testa e del corpo tra 105 e 155 mm, la lunghezza della coda tra 60 e 85 mm, la lunghezza del piede tra 16 e 22 mm, la lunghezza delle orecchie tra 9 e 15 mm e un peso fino a 85 g.

### Aspetto
La pelliccia è corta, densa e vellutata. Le parti dorsali sono bruno-grigiastre, mentre le parti ventrali sono più chiare, senza una netta distinzione lungo i fianchi. Le ghiandole odorose sono situate dietro le spalle e sono presenti in entrambi i sessi. Il muso è lungo, appuntito e ricoperto da numerosissime vibrisse, gli occhi sono piccolissimi. Le orecchie sono corte ed arrotondate. I palmi e le piante dei piedi sono privi di peli. La coda è poco più lunga della metà della testa e del corpo, è tozza e cosparsa di lunghi peli ruvidi. Le femmine hanno tre paia di mammelle addominali. Il cariotipo è 2n=40.

## Biologia

### Comportamento
È una specie terricola, notturna e solitaria, intollerante ai suoi simili. Emette squitti acuti e produce un intenso odore di muschio.

### Alimentazione
Si nutre di insetti, ma anche di semi, frutta e di scarti alimentari. Attacca occasionalmente grandi rane e serpenti lunghi anche fino a 46 cm. 

### Riproduzione

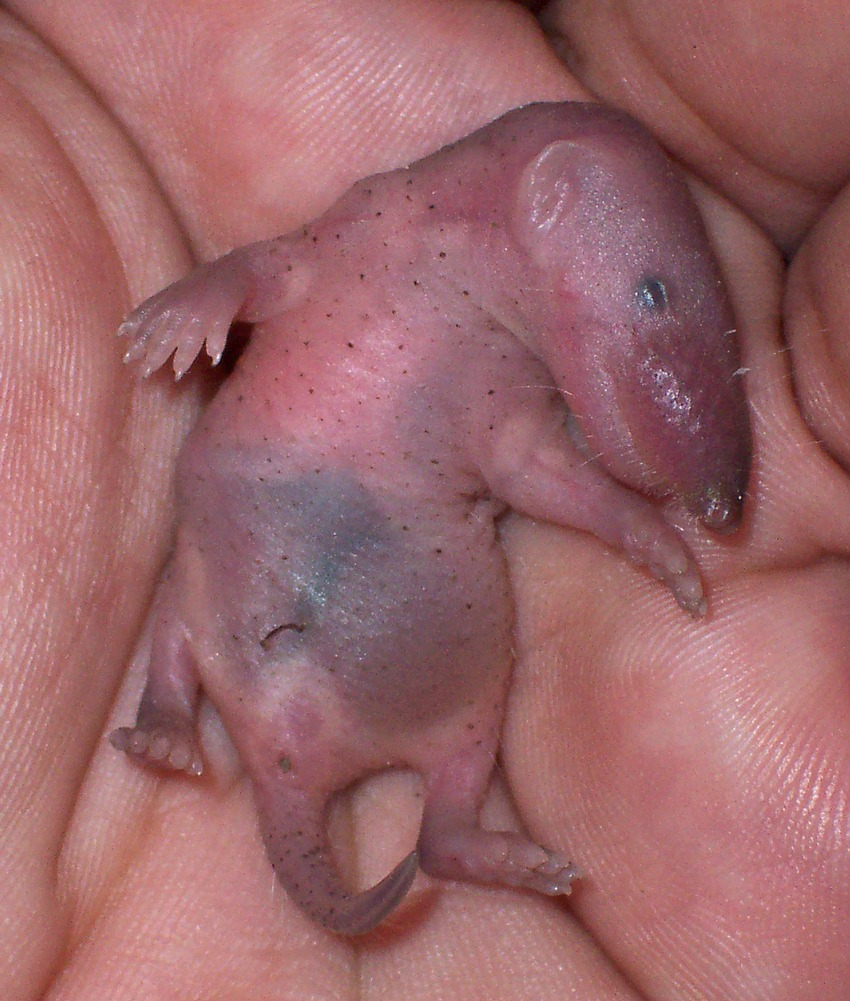
Neonato

Sono presenti due periodi riproduttivi, il primo a ridosso della stagione delle piogge tra aprile e giugno mentre il secondo alla loro fine, tra agosto ed ottobre. Le femmine danno alla luce 1-5 piccoli alla volta dopo una gestazione di 30 giorni e vengono svezzati dopo 17-20 giorni. Le femmine diventano sessualmente mature a circa 28 g.  Anche in questa specie è stato osservato il carovanamento. L'aspettativa di vita in cattività varia tra 1,5 e 2,5 anni.

## Distribuzione e habitat
Questa specie è originaria dell'Asia dall'Afghanistan, Pakistan, India, Bangladesh, Bhutan, Nepal, Sri Lanka, la Cina orientale e meridionale, Taiwan, Hainan, l'Indocina e l'Indonesia fino a Buru, Seram ed Halmahera, nelle Isole Molucche. È stato introdotto sull'isola di Guam, nelle Filippine e più recentemente in Africa orientale, dall'Egitto al Sudan, Gibuti, Eritrea, Etiopia, Kenya, Tanzania, Ruanda, sulle isole di Pemba e Zanzibar, Comore, Mauritius, Riunione, Madagascar, Iraq, Bahrein, Oman, Yemen e Arabia Saudita.
Vive in diversi tipi di habitat, dalle boscaglie alle foreste, prevalentemente umide. È commensale dell'uomo e occupa granai, campi coltivati ed insediamenti.

## Conservazione
La IUCN Red List, considerata l'ampia diffusione, la popolazione presumibilmente numerosa, la presenza in diverse aree protette e la tolleranza alle modifiche ambientali derivata dalla convivenza con l'uomo, classifica S.murinus come specie a rischio minimo (Least Concern).